# 海燕機場
海燕機場（俄語：Аэродром Буревестник，羅馬化：Aerodrom Burevestink）或天寧飛行場（日语： Tennei hikōjō */?），是一座位於日俄争议领土择捉岛上的一座軍用機場。

## 概要
前蘇聯於1970年代建造此機場並部署米格21戰機，爾後於1983年升級部署米格23戰機。長久以來的客運航線僅有以安托諾夫AN-12往返南薩哈林斯克的航班。
此機場與駐有美軍的鄰國日本北海道相隔約160公里，至今都還是屬於警戒性高的敏感地域。1968年，載運即將參與越南戰爭的美國陸軍軍包機道格拉斯DC-8海岸世界航空253A航班，誤闖蘇聯領空（該機清況與大韓航空007號班機空難事件類似），而被蘇聯攔截至海燕機場降落，全機官兵以及機組人員被蘇聯拘留2天後全數獲得釋放。1983年4月，美國F14戰機侵入蘇聯領空，俄方緊急從海燕機場派遣米格21升空驅離美國戰機。

## 航空公司與目的地
目前沒有航空公司提供海燕機場航線，原本奥罗拉航空飛往南薩哈林斯克的航線搬至伊图鲁普机场。

## 外部連結
- （俄文）